# Don Messick
Donald Earl Messick, född 7 september 1926 i Buffalo, New York, död 24 oktober 1997, var en amerikansk röstskådespelare som förmodligen är mest ihågkommen och mest känd som Scooby-Doo. Han har haft flera roller som bland annat Astro (Jetsons), Pixie (Pixie och Dixie), Gammelsmurfen (Smurfarna), Hamton (Tiny Toon Adventures) Bobo och skogvaktare Smith (Yogi Björn) och Bamm-Bamm och Hoppy (Familjen Flinta). Han har också medverkat i bland annat Stoppa duvan!.
Messick var kollega med Daws Butler.